# 布雷古佐
布雷古佐（義大利語：Breguzzo），曾是意大利特伦托自治省的一个市镇。总面积35平方公里，人口583人，人口密度16.7人/平方公里（2009年）。ISTAT代码为022024。
2016年1月1日，布雷古佐、邦多、拉尔达罗、龙科内等四个市镇合并为新的市镇塞拉朱迪卡列。